# Гнойовик-корова
Гнойовик-корова (Onthophagus vacca) — вид жуків родини пластинчастовусих (Scarabaeidae).

## Поширення
Вид поширений у Південній Європі, Західній Азії та Північній Африці. В Україні зустрічається повсюдно у лісовій та степовій зоні.

## Опис
Тіло сягає завдовжки 7-12 мм. На тімені мається виріст у вигляді «рогів». На надкрилах є зелені цяточки, часто зливаються в поздовжні смуги. Задній кіль голови у самця пластинчастий. Передній кіль ледь помітний або зовсім відсутній. Задній кіль голови у самок виїмчастий, передній — вигнутий. Переднеспинка з тупим горбком.

## Спосіб життя
Жуки риють нірки під гнойовими купами і потім заповнюють їх гноєм. Розвивається по одній личинці в кожній нірці. Зустрічаються в квітні-вересні.